# Phyllopetallia
Phyllopetalia
Genre
Phyllopetalia est un genre d'insectes dans la famille des Austropetaliidae appartenant au sous-ordre des anisoptères dans l'ordre des odonates. Il comprend six espèces.
Toutes les espèces du genre se retrouvent au Chili, mise à part P. pudu qui est présente qu'en Argentine.

## Espèces du genre
- Phyllopetalia altarensis (Carle, 1996)[2]
- Phyllopetalia apicalis Selys, 1858[3]
- Phyllopetalia apollo Selys, 1878[4]
- Phyllopetalia excrescens (Carle, 1996)[5]
- Phyllopetalia pudu Dunkle, 1985[6]
- Phyllopetalia stictica Hagen in Selys, 1858[7]